# 顺通·空颂蓬
顺通·空颂蓬（皇家轉寫：Sunthon Khongsomphong, IPA：[sǔn.tʰɔːn kʰoŋ.sǒm.pʰoŋ]，1931年8月1日—1999年8月2日），於1991年2月23日素金达·甲巴允将军发动军事政变，废黜政府总理差猜·春哈旺，成立军政府国家维持和平委员会（NPKC），并任主席，成为泰国事实上的政府首脑。3月阿南·班雅拉春經任命为泰国首相，但是国家仍由NPKC掌控。顺通於1992年4月7日宪法颁布后去职。
顺通·空颂蓬早先担任步兵团军官，逐步晋升到特种部队司令的显赫位置，1987年經泰軍总司令差瓦立·永猜裕将军委任为部队参谋长，1990年4月接替差瓦立任泰軍总司令。他是差瓦立和前总理炳·廷素拉暖的亲信，差猜·春哈旺出任总理后，多次与政府发生矛盾，1991年2月23日指责差猜政府腐败，而与蘇欽达将军发动军事政变，接管政府。
1999年顺通患癌症去世后，他的妻子与他的情妇争夺约为1.5亿美元的遗产。他的财富来源受到公众怀疑，此案导致调查其他将军、政治家、商人可能的洗钱和腐败。据说顺通与前總理他信·西那瓦关系密切。